# 正門良規
正門良規（日语：／ Masakado Yoshinori，1996年11月28日—），是日本的偶像、歌手以及演員。出生於大阪府。隸屬於星達拓娛樂，是旗下男子偶像團體 Aぇ! group 的成員。暱稱有「まさかど（Masakado）」、「まっさん（Massan）」。

## 個人經歷
1996年11月28日出生於大阪府。因為母親是木村拓哉的粉絲，他本人也因為觀看了電視劇《詐欺獵人》而憧憬山下智久。國中三年級時，在母親與姊姊的幫助下，寄出了履歷表。之後參加了在大阪城音樂廳舉行的甄選，並於2011年4月3日加入傑尼斯事務所。同期成員有永瀨廉與西畑大吾。他曾隸屬於傑尼斯Jr.的團體「Aぇ少年」，在參與舞台劇《少年們》等演出後，於高中畢業後決心專注於傑尼斯的演藝活動。
2019年2月18日，他被選為關西傑尼斯Jr.新成立團體「Ae! group」的成員。
2021年，他在舞台劇《染、色》中首次擔綱主演。
2022年，他在大阪松竹座舉辦了個人首場的Solo演唱會《正門良規 Solo Live SHOW with 関西ジャニーズJr.》。雖然在出道前的傑尼斯Jr.中以個人名義舉辦Solo演唱會極為罕見，但正門表示舉辦這場演唱會是「為了Ae! group」，「為了讓Ae! group更有氣勢」。該演唱會共舉行了43場，創下松竹座個人名義演出場數最多的紀錄。
2024年5月15日，Ae! group CD出道。

## 人物
- 興趣是演奏樂器、散步和閱讀。特長是吉他，他自己也表示這是他的代表特質之一。學生時期曾與同班同學組過樂團，進入傑尼斯之後，也擔任了關西傑尼斯Jr.內部樂團的樂團隊長。
- 他的優點是對自己喜歡的事物會全力以赴；此外，他的頭髮是直髮，而且髮質很好。缺點是怕生、不擅長早起。
- 喜歡的食物是烤雞肉串，不擅長吃體積較大的生蔬菜。
- 喜歡的顏色是紫色。
- 喜歡的穿搭風格是美式休閒風、牛仔風以及皮衣。
- 運動經歷方面，他從小學二年級打棒球到國中三年級，國中一年級到二年級之間則打過網球。
- 他有一位大9歲的姐姐。

## 出演作品
組合出演請參考 Ae! group ，此處僅列出個人出演。

### 電視劇
- 戀愛病與野郎組（2019年7月20日 - 9月21日、BS日本） - 主演・八代凛太朗
  - 戀愛病與野郎組 Season2（2022年1月25日 - 3月29日、日本電視台） - 主演・八代凛太朗
- 連續電視小說 緋紅 第76回 - 第131回（2019年12月26日 - 2020年3月6日、NHK） - 鮫島正幸
- 年下男友（朝日放送電視台）
  - 第9話「最初で最後の告白・前編」（2020年5月10日） - 河村康祐
  - 第10話「最後で最初の告白・後編」（2020年5月10日） - 主演・河村康祐
  - 第18話「あの頃から好きでした」（2020年6月7日） - 主演・日向夏樹
- DIVER-特殊潜入班-（2020年9月22日 - 10月20日、關西電視台・富士電視台） - 上島哲哉
- 和田家的男人們（2021年10月22日 - 12月10日、朝日電視台） - 三ツ村翔星
- 特集電視劇「Idol」（2022年8月11日、NHK綜合頻道 / 8月29日、NHK BS Premium・NHK BS4K） - 須貝富安
- 搬家到京都（2023年12月29日、朝日放送電視台） - 主演・大宮俊也
- 武藏家的輪舞曲（2025年4月19日 - 6月21日、朝日電視台） - 主演・阿川龍平

### 電視節目
- 逆轉人生 第88回 ｢緊張で負け続けたバーテンダー 無冠から世界一への大逆転！｣（2021年6月14日、NHK綜合頻道）- 金子道人
- SATURDAY PLUS（2023年10月7日 - 、MBS・TBS） - MC

### 電影
- 関西ジャニーズJr.のお笑いスター誕生!（2017年8月26日） - 木下大介
- 電影 少年們（2019年3月29日） - ショウゴ
- 型男主廚三星夢：巴黎篇（2024年12月30日） - 小暮佑
- MIRRORLIAR FILMS Season7『SUNA』（2025年5月9日） - 主演・遠山（與 加藤成亮雙主演）
- 阿松 第2弾（2026年新春） - 主演・空松

### 廣播節目
- 関西ジャニーズJr.のバリバリサウンド→カンバリ!（2018年5月1日 - 2025年3月18日、FM大阪） - 與末澤誠也、小島健共同出演。與來自 AmBitious 的三名成員每週輪換。
- 子ども応援!4時間ラジオ 〜休校明け つらいみんなへ〜（2020年6月14日、NHK Radio 1） - 與草間リチャード敬太共同擔任主要主持人
- 子ども応援!5時間ラジオ〜短い夏休み明け つらいみんなへ〜（2020年9月13日、NHK Radio 1） -  與草間リチャード敬太共同擔任主要主持人

### 舞台劇
- 少年たち 世界の夢が…戦争を知らない子供たち（2015年8月2日 - 26日、大阪松竹座）
- JOHNNYS' Future WORLD（2016年10月8日 - 25日、梅田芸術劇場）
- 少年たち 南の島に雪は降る（2017年8月2日 - 27日、大阪松竹座）
- 瀧澤歌舞伎 2018（2018年6月4日 - 30日、御園座）
- 明日を駆ける少年たち（2018年8月4日 - 30日、大阪松竹座）
- 瀧澤歌舞伎 ZERO（2019年2月3日 - 25日、京都四條南座）
- 染、色（2021年5月29日 - 6月20日、東京環球劇場 / 6月24日 - 30日、梅田芸術劇場 Theater Drama City） - 主演・深馬
- ヴィンセント・イン・ブリクストン（2022年10月1日 - 22日、東京環球劇場 /　10月26日 - 11月3日、梅田芸術劇場 Theater Drama City） - 主演・ヴィンセント
- Touching the Void タッチング・ザ・ヴォイド〜虚空に触れて〜（2024年10月8日 - 11月4日、PARCO劇場 / 11月10日 - 17日、京都劇場） - 主演・ジョー・シンプソン
- 第十二夜（2025年10月 - 11月、東京環球劇場 / 11月、森之宮Piloti Hall）- 主演・Viola

### 演唱會
- 関西ジャニーズJr.『春休みスペシャルコンサート2014』（2014年3月1日 - 25日、大阪松竹座）
- 関西ジャニーズJr.『X'mas Show 2014』（2014年11月30日 - 12月25日、大阪松竹座）
- 関西ジャニーズJr. X'mas Show 2015（2015年12月5日・6日・12日・13日・19日・20日・23日 - 25日、大阪松竹座）
- 関西ジャニーズJr. X'mas Show 2016（2016年11月30日 - 12月25日、大阪松竹座）
- 関西ジャニーズJr. 春のSHOW合戦（2017年3月4日 - 28日、大阪松竹座）
- 関西ジャニーズJr. X'mas SHOW 2017（2017年12月3日・9日・10日・16日・17日・21日・24日・25日、大阪松竹座）
- 関西ジャニーズJr. Concert 2018 〜Happy New ワン Year〜（2018年1月3日・4日、大阪城ホール）
- 関西ジャニーズJr. 春休みスペシャルShow 2018（2018年3月12日 - 24日、大阪松竹座）
- Fall in LOVE〜秋に関ジュに恋しちゃいなよ〜（2018年10月24日 - 11月4日、梅田芸術劇場メインホール）
- 正門良規 Solo Live SHOW with 関西ジャニーズJr.（2022年2月25日 - 3月31日、大阪松竹座）
- マイナビ サマステライブ2023 俺たちがミライだ!!（2023年8月24日、EX THEATER ROPPONGI） - 作為「PAISEN應援隊」出演

### 活動
- 第26回 Seventeen 夏の学園祭 2023 (2023年8月23日、東京ドームシティ プリズムホール)
- FM OSAKA 55th anniversary リスナー感謝祭〜カンバリ！春のFAN祭り〜（2025年2月7日、大阪城ホール）

### MV
- KEN☆Tackey
  - 逆轉LOVERS（Dance Video）（2018年）
  - 浮世艷姿櫻（Dance Video）（2018年）

### 広告
- 没入体験型ミュージアム
  - 『Immersive Museum OSAKA 2024』（2024年6月1日 - 8月21日、堂島リバーフォーラム） - 官方代言人
  - 『Immersive Museum OSAKA 2025 印象派と浮世絵 〜ゴッホと北斎、モネと広重〜』（2025年5月31日 - 9月5日予定、堂島リバーフォーラム） - 官方代言人

## 書籍

### 雜誌連載
- 日之出出版『CINEMA SQUARE』（vol.143〈2023年9月1日発売号〉 - ）

## 外部連結
- STARTO ENTERTAINMENT > Aぇ! group （页面存档备份，存于）